# Academia de Atenas (moderna)

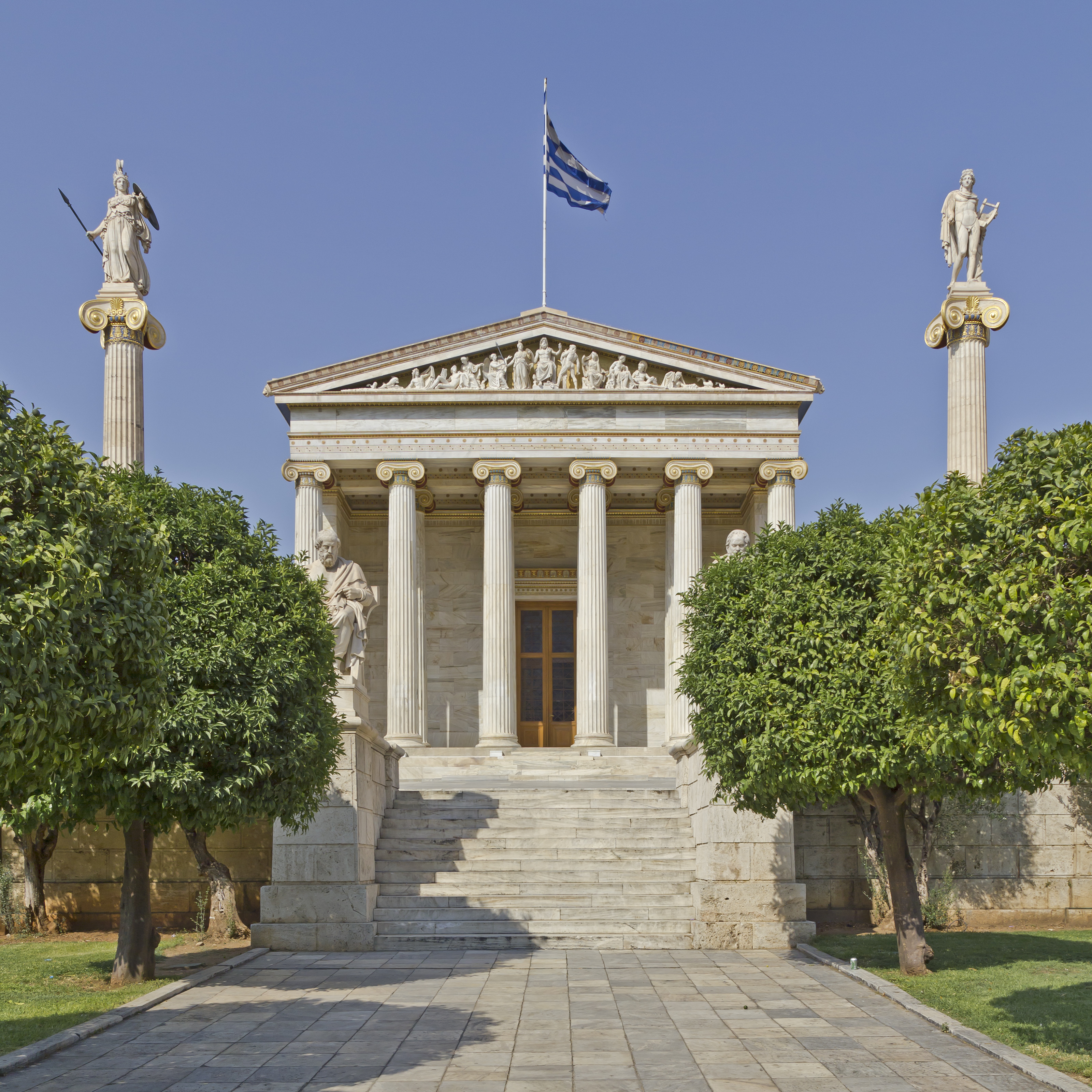
Fachada da Academia de Atenas

A Academia de Atenas (em grego:  Ακαδημία Αθηνών) é a academia nacional mais importante da Grécia, se não levarmos em conta o âmbito universitário. Ela foi fundada em 18 de março de 1926 e tem sua sede na capital Atenas.

## História
Foi fundada por um decreto constitucional com o nome de "Academia de Ciências, Humanidades e Belas Artes". O primeiro presidente foi Fokion Negris.